# Afrasiyab Badalbeyli
 (décembre 2020).
Afrasiyab Badalbeyli (en azéri : Əfrasiyab Bədəlbəy oğlu Bədəlbəyli), né le 19 avril 1907 à Bakou en Azerbaïdjan et mort le 6 janvier 1976 dans le même pays, est un compositeur soviétique azerbaïdjanais.

## Biographie

### Contexte familial
Afrasiyab Badalbeyli est le fils de Shusha Badal dey Badalbeyi, expert du mugham et professeur de musique, et de Rahima Badalbeyli. 
Il fonde avec son cousin Uzeyir Hajibeyov le premier théâtre musical d'Azerbaïdjan. Son frère, Shamsi Badalbeyli, est directeur de théâtre musical. Son oncle paternel, Ahmed Badalbeyli (Agdamski) est un chanteur d'opéra renommé.

### Carrière musicale
La carrière musicale de Badalbeyli commence en 1928 : il compose la musique pour la pièce de théâtre de Jafar Jabbarly, Od Guelini (« Fiancée de feu »).
Il travaille comme chef d'orchestre au théâtre national académique azerbaïdjanais d'opéra et de ballet en 1930.
En 1930, Afrasiyab Badalbeyli est diplômé de l'université d'État d'Azerbaïdjan. Il se spécialise en études orientales, dans une école de musique affiliée au conservatoire de Leningrad, qu'il termine en 1938. 
En 1931, Afrasiyab Badalbeyli épouse la ballerine Gamar Almaszadeh. Elle l'accompagne à Leningrad, et poursuit ses études supérieures dans une école professionnelle de ballet. Le mariage se solde par un divorce.
En 1940, Badalbeyli compose le premier ballet azerbaïdjanais, intitulé Guiz Galasi (« La Tour de la jeune fille »), dédié à sa femme, Gamar Almaszadeh. Ses travaux ultérieurs sont Khalg Gazabi (« Rage du peuple », écrit  avec Boris Zeidman en 1941), Nizami (1948) et Seyudler aghlamaz (« Les Saules ne pleurent pas », 1971).
Badalbeyli écrit des livrets pour l'opéra azerbaïdjanais Bahadir ve Sona et les ballets Guiz Galasi, Garaja Guiz et Guizil Atchar (« Clé d'or »). Il compose de la musique de fond pour des pièces de théâtre. 
En 1960, Afrasiyab Badalbeyli reçoit le titre d'artiste du peuple de l'Azerbaïdjan. Il reste chef d'orchestre au théâtre de l'opéra et du ballet de Bakou jusqu'à sa mort en 1976.

### Écrivain et traducteur
Il est le seul traducteur de livret à cette époque[Quand ?]: il traduit en azeri des livrets de Pyotr Tchaïkovski, Gioacchino Rossini et Zakaria Paliachvili. Durant les années 1950-1960, il publie plusieurs livres sur l'histoire et le développement de la musique classique en Azerbaïdjan (Discussions sur la musique, Gurban Pirimov, Dictionnaire musical et Théâtre national d'opéra et de ballet d'Azerbaïdjan).

## Récompenses
- Titre honorifique ouvrier d'art honoré de la RSS d'Azerbaïdjan, 23 avril 1940
- Ordre de la bannière rouge du travail, 9 juin 1959
- Titre honorifique artiste du peuple de la RSS d'Azerbaïdjan, 24 mai 1960
- Certificat d'honneur du Soviet suprême de la RSS d'Azerbaïdjan, 18 mai 1972